# Казанцев, Александр Иванович (иконописец)
Алекса́ндр Ива́нович Каза́нцев (по прозвищу — Оста́фьев) — муромский иконописец, который, несмотря на преемственность традиций изографов Оружейной палаты, отличался самобытностью и своеобразием. Работал при Благовещенском мужском монастыре города Мурома.

## Материалы к биографии
В Переписной книге города Мурома от 1678 года упомянуто, что в слободке Благовещенского монастыря проживали в одном дворе «Александрько двадцати лет, Федька шеснадцати лет Ивановы дети иконники» — это позволяет определить год рождения Александра Ивановича Казанцева как 1658-й.
Отцом А. И. Казанцева и его брата Феодора мог быть как муромский иконописец Ивашка (Иван) Саввин, проживавший в монастырской слободке, так и его сын — Иван (ему на 1658 год исполнилось 22 года). Также сын другого иконописца — Володьки (Владимира) Панфилова — Иван (ему на 1658 год шел 21 год) тоже мог быть родоначальником династии Казанцевых. Так или иначе данная династия муромских иконописцев насчитывает как минимум три поколения мастеров, возглавлявших иконописную мастерскую Благовещенского мужского монастыря.

## Творчество
- 1679 — «Спас Вседержитель» — на сегодняшний день самая ранняя датированная икона А. И. Казанцева. Находится в Пюхтицком женском монастыре (Эстония).[3]
- 1683 — «Спаситель» (местонахождение ныне неизвестно). Написана для Николо-Зарядской церкви г. Мурома.[4]
- 1690 — «Царь Царем» (Муромский музей). Написана для Богородице-Рождественского собора г. Мурома.
- 1691 — «Божия Матерь „Нерукосечная гора“ и Литургия» (запрестольный образ) (Русский Музей). Икона из собрания Н. П. Лихачева.
- 1714 — «Житие свв муромских князей Константина, Михаила и Феодора» (Муромский музей). Написана для Благовещенского монастыря г. Мурома.
- 1715 — «Сивиллы» (Муромский музей). Написаны для Николо-Набережной церкви г. Мурома
- 1730(??) — «Божия Матерь „Муромская“» (местонахождение неизвестно). Была написана для Христорождественской церкви г. Мурома.

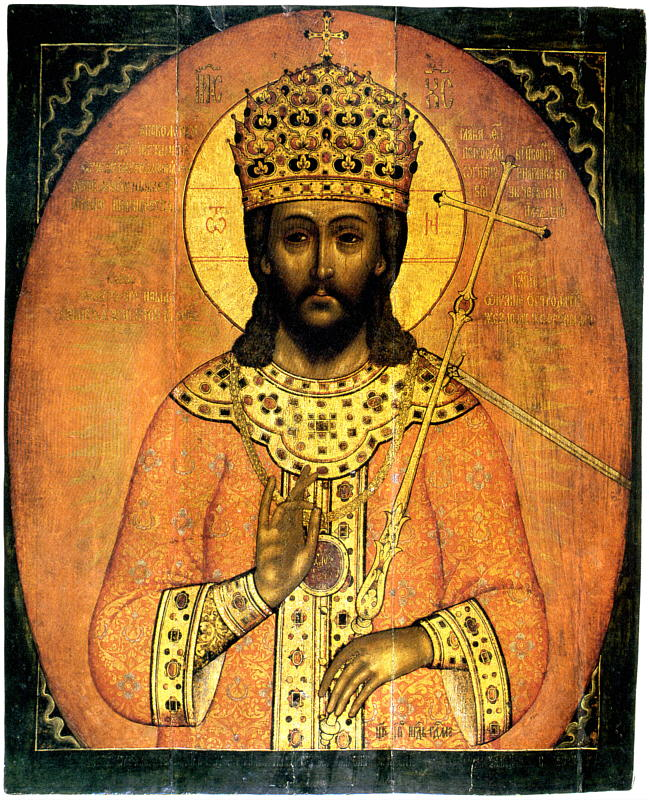
«Царь Царей». 1690
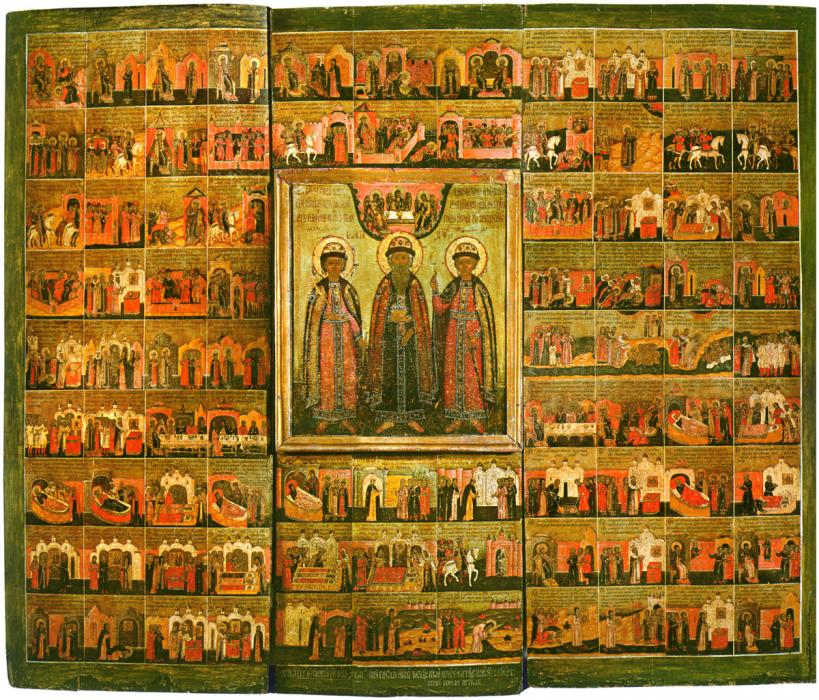
«Житие муромских князей». 1714
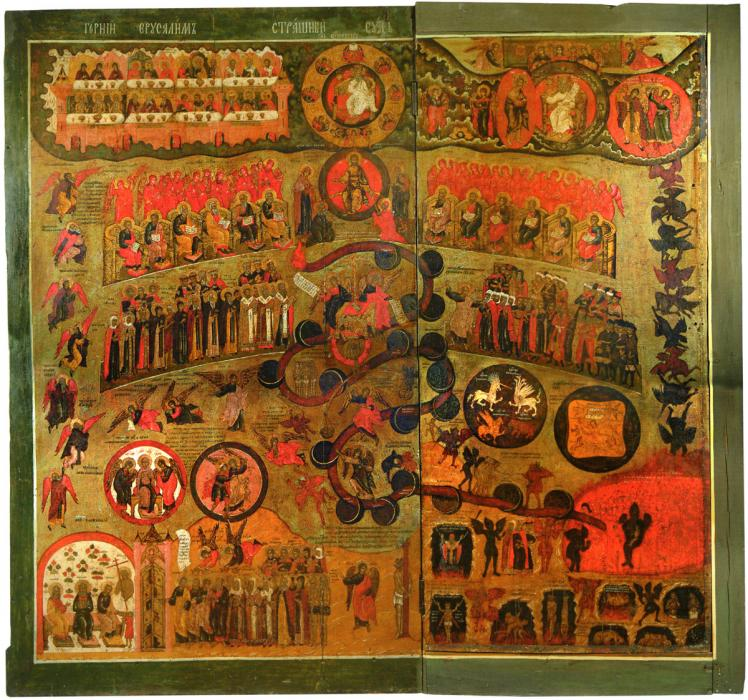
«Страшный суд».
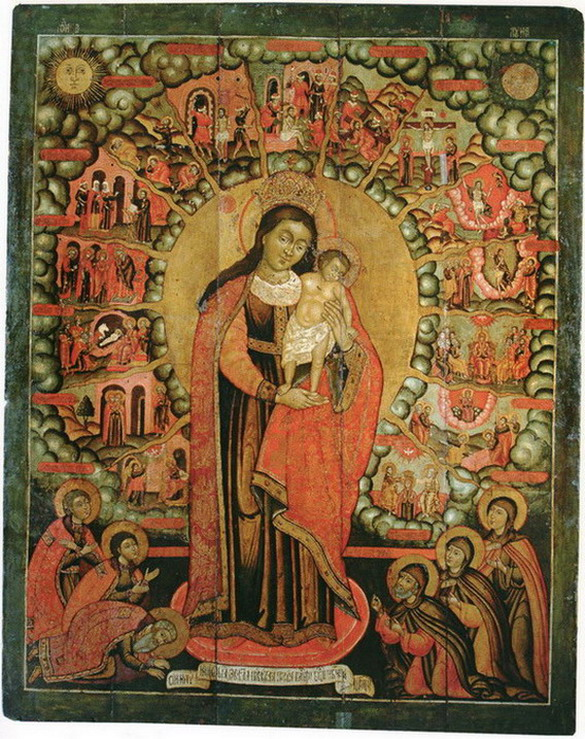
«Богоматерь Звезда Пресветлая»

Кроме подписных икон, существует целый ряд произведений, которые также приписываются изографу Александру Казанцеву. Считается, что мастерской Казанцева написаны монументальная икона «Страшный Суд», а также парные иконы — «Ангел со свитком» и «Ангел с мечом» для Благовещенского монастыря (ныне в Муромском музее), датируемые концом XVII века. Казанцеву приписывают и редкую по иконографии икону «Богоматерь Звезда Пресветлая» из местного ряда иконостаса собора Рождества Богородицы в Муроме (ныне в Муромском музее). В мастерской Казанцева, возможно написана и редкая икона XVII века «Плоды Страстей Христовых» из Козьмодемьянской церкви (ныне в Муромском музее).

## Семья
- Федор Иванович Казанцев (брат) (р.1662 — ?), бобыль Благовещенского монастыря (Муром)
- Петр Александрович Казанцев (сын), — бобыль Благовещенского монастыря (Муром)
- Феодор Казанцев (внук ?), — служитель Благовещенского монастыря. Упоминается в 1770 году.